# 天津地铁Z4线
天津地铁Z4线，又称滨铁2号线，是天津轨道交通天津地铁建设中的线路之一。其中一期工程线路自汉沽汉蔡路至中部新城，全长42.4公里，设车站24座，其中地下车站12座，高架车站11座，地面站1座。预计2025年底北段建成，2026年底连通到滨海站。
2025年7月15日，Z4线北段取得联锁授权证书，开始动车调试。

## 车站

### 换乘站
- 北塘站：换乘Z2线。两线路北塘站同步建设，预计将结合同台换乘与站厅换乘。
- 泰达站：换乘9号线。因9号线为高架车站，且未对换乘做预留，预计为长通道换乘。
- 滨海站：换乘B1线。建设高铁滨海站时已对两线路进行预留，为通道换乘。
- 融仁路站：换乘B3线。两线路融仁路站将同步建设，但换乘方式未知。
- 新城三站：换乘B1线。B1线中部新城段受资金影响暂缓建设，换乘方式未知。

### 车站概况
| 天津地铁Z4线 |          |                       |               |                    |      |
| 营城街 | 滨海新区 | 建设中 预计2025年12月 |               | 高架侧式站台       | 右侧 |
| 滨海总医院 | 滨海新区 | 建设中 预计2025年12月 |               | 高架岛式站台       | 左侧 |
| 中心渔港 | 滨海新区 | 建设中 预计2025年12月 |               | 高架侧式站台       | 右侧 |
| 玉砂道 | 滨海新区 | 建设中 预计2025年12月 |               | 高架岛式站台       | 左侧 |
| 航母公园 | 滨海新区 | 建设中 预计2025年12月 |               | 高架岛式站台       | 左侧 |
| 航安道 | 滨海新区 | 建设中 预计2025年12月 |               | 高架岛式站台       | 左侧 |
| 滨海南开中学 | 滨海新区 | 建设中 预计2025年12月 |               | 高架侧式站台       | 右侧 |
| 和顺路 | 滨海新区 | 建设中 预计2025年12月 |               | 高架侧式站台       | 右侧 |
| 中新生态城 | 滨海新区 | 建设中 预计2025年12月 |               | 高架侧式站台       | 右侧 |
| 北塘 | 滨海新区 | 建设中 预计2025年12月 | █ Z2线        | 高架双岛式站台[Z2] | 左侧 |
| 科技大学 | 滨海新区 | 建设中 预计2026年12月 |               | 高架侧式站台       | 右侧 |
| 第九大街[9AVE] | 滨海新区 | 建设中 预计2026年12月 |               | 地下岛式站台       | 左侧 |
| 第五大街[5AVE] | 滨海新区 | 建设中 预计2026年12月 |               | 地下岛式站台       | 左侧 |
| 第三大街[3AVE] | 滨海新区 | 建设中 预计2026年12月 |               | 地下岛式站台       | 左侧 |
| 泰达 | 滨海新区 | 建设中 预计2026年12月 | █ 9号线       | 地下岛式站台       | 左侧 |
| 滨海文化中心 | 滨海新区 | 建设中 预计2026年12月 |               | 地下岛式站台       | 左侧 |
| 滨海站 | 滨海新区 | 建设中 预计2026年12月 | █ B1线 滨海站 | 地下岛式站台       | 左侧 |
| 融仁路 | 滨海新区 | 建设中                | █ B3线        | 地下岛式站台       | 左侧 |
| 金临道 | 滨海新区 | 建设中                |               | 地下岛式站台       | 左侧 |
| 大沽船厂 | 滨海新区 | 建设中                |               | 地下岛式站台       | 左侧 |
| 石油新村 | 滨海新区 | 建设中                |               | 地下岛式站台       | 左侧 |
| 新城三 | 滨海新区 | 建设中                | █ B1线        | 地下岛式站台       | 左侧 |
| 新城五 | 滨海新区 | 建设中                |               | 地下岛式站台       | 左侧 |
| 新城六 | 滨海新区 | 建设中                |               | 高架岛式站台       | 左侧 |
| 注释 |          |                       |               |                    |      |
| - 1 斜体标示的车站，尚未启用。 - 2 斜体标示的换乘，尚未启用。 - Z2 Z4线与Z2线共用，其中Z4线使用外侧。 - 9AVE 与原导轨电车车站和在建B1线车站不在同一位置。 - 5AVE 与原导轨电车车站不在同一位置。 - 3AVE 与原导轨电车车站不在同一位置。 |          |                       |               |                    |      |
| 论 编 |          |                       |               |                    |      |

## 远期规划
天津地铁Z4线规划全长90公里，沿途主要经过汉沽、中新生态城、北塘、天津经济技术开发区、于家堡金融区、中部新城、轻纺经济区和南港经济区等重要地区，全长约90公里。

## 内部链接
- 天津地铁
- 天津轨道交通